# Факултет за уметност и дизајн Мегатренд универзитета
Факултет за уметност и дизајн један је од приватних факултета у Београду, саставни је део Мегатренд универзитета. Налази се у улици Булевар маршала Толбухина 8.

## О програму
Студијски програм основних академских студија Факултета за уметност и дизајн припада образовно–уметничком пољу Уметности, област Примењене уметности и дизајн, траје четири године и износи 240 ЕСПБ, по завршетку основних академских студија студенти стичу звање дипломирани примењени уметник. Садрже смерове Графички дизајн, Индустријски дизајн, Дизајн ентеријера, Модни дизајн и Сценографија. Потписник су уговора о сарадњи и размени студената са Универзитетом Политехнико ди Милано који обезбеђује по две једносеместралне стипендије за студенте друге, треће или четврте године за једносеместрално школовање у Милану док се, у оквиру споразума, на Факултету за уметност и дизајн сваке године одржава радионица Вотерливинг. Садрже и мастер академске студије у трајању од годину дана и докторске студије у трајању од три године.